# Енді Грін
Енді Грін (англ. Andy Greene; 30 жовтня 1982, м. Трентон, США) — американський хокеїст, захисник.
Виступав за Університет Маямі (NCAA), «Лоуелл Девілс» (АХЛ), «Нью-Джерсі Девілс», «Нью-Йорк Айлендерс».
В чемпіонатах НХЛ — 347 матчів (16+85), у турнірах Кубка Стенлі — 39 матчів (3+4).
У складі національної збірної США учасник чемпіонату світу 2010 (6 матчів, 0+2).